# 長谷川彩乃
長谷川 彩乃（はせがわ あやの、1992年9月5日-）は日本で活動するミュージカル俳優である。兵庫県神戸市灘区出身。劇団四季所属。

## 来歴
4歳からクラシックバレエを始める。小学校の音楽会でキャッツのナンバーを歌ったことがきっかけとなり、劇団四季のキャッツを観劇し、舞台俳優を志す。ジャズダンス、タップダンス、声楽等のレッスンを重ね、2014年に劇団四季研究所入所。同年8月31日、赤毛のアンのティリー役で劇団四季初舞台出演を果たす。その後はサウンド・オブ・ミュージックのリーズル、エルコスの祈りでシェリー役とチェリー役を演じた。嵐の中の子どもたちではビッキー役、魔法をすてたマジョリンでステファン役、エルコスの祈りにも出演し、catsではランペルティーザ役を演じている。